# Třezalkovité
Třezalkovité (Hypericaceae) je čeleď vyšších dvouděložných rostlin z řádu
malpígiotvaré (Malpighiales). Jsou to byliny i dřeviny se vstřícnými či přeslenitými jednoduchými listy a pravidelnými květy často s nápadnými tyčinkami. Čeleď zahrnuje 9 rodů a asi 560 druhů. Je rozšířena po celém světě. V České republice je zastoupena rodem třezalka.

## Popis
Zástupci třezalkovitých jsou jednoleté či vytrvalé byliny, keře i stromy se vstřícnými nebo přeslenitými listy bez palistů. Odění je z jednoduchých, hvězdovitých nebo stromečkovitých chlupů. V pletivech jsou přítomny schizogenní siličné a pryskyřičné nádržky a kanálky různého tvaru, viditelné např. na listech v podobě průsvitných teček. Silice obsahují flavonoidy, naftodiantrony (hypericin) a acylfloroglucinoly (hyperforin) a další látky. U některých rodů (Vismia, Harungana) je v kmenech přítomen žlutý až červený latex. Čepel listů je celokrajná, se zpeřenou žilnatinou. Listy jsou přisedlé nebo krátce řapíkaté. Květy jsou oboupohlavné, pravidelné, čtyř až pětičetné, jednotlivé nebo ve vrcholičnatých květenstvích. Korunní plátky jsou často asymetrické. Tyčinky jsou ve větším počtu, nejčastěji ve 3 nebo 5 svazečcích. Semeník je svrchní, srostlý ze 3 až 5 plodolistů s mnoha vajíčky. Čnělky jsou volné nebo částečně srostlé. Plodem je tobolka, bobule nebo peckovice. Semena jsou drobná a četná, bez endospermu.

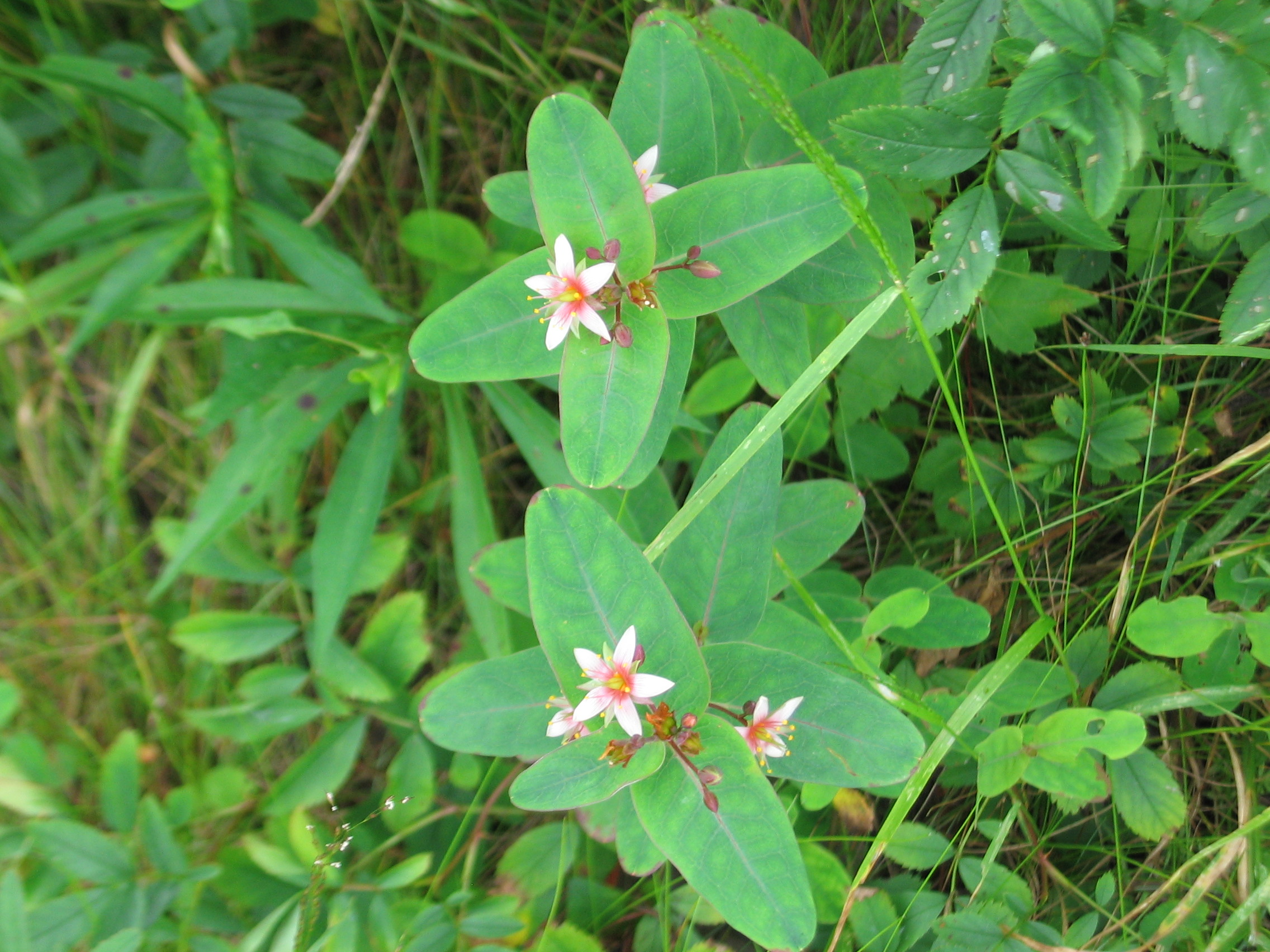
Triadenum virginicum
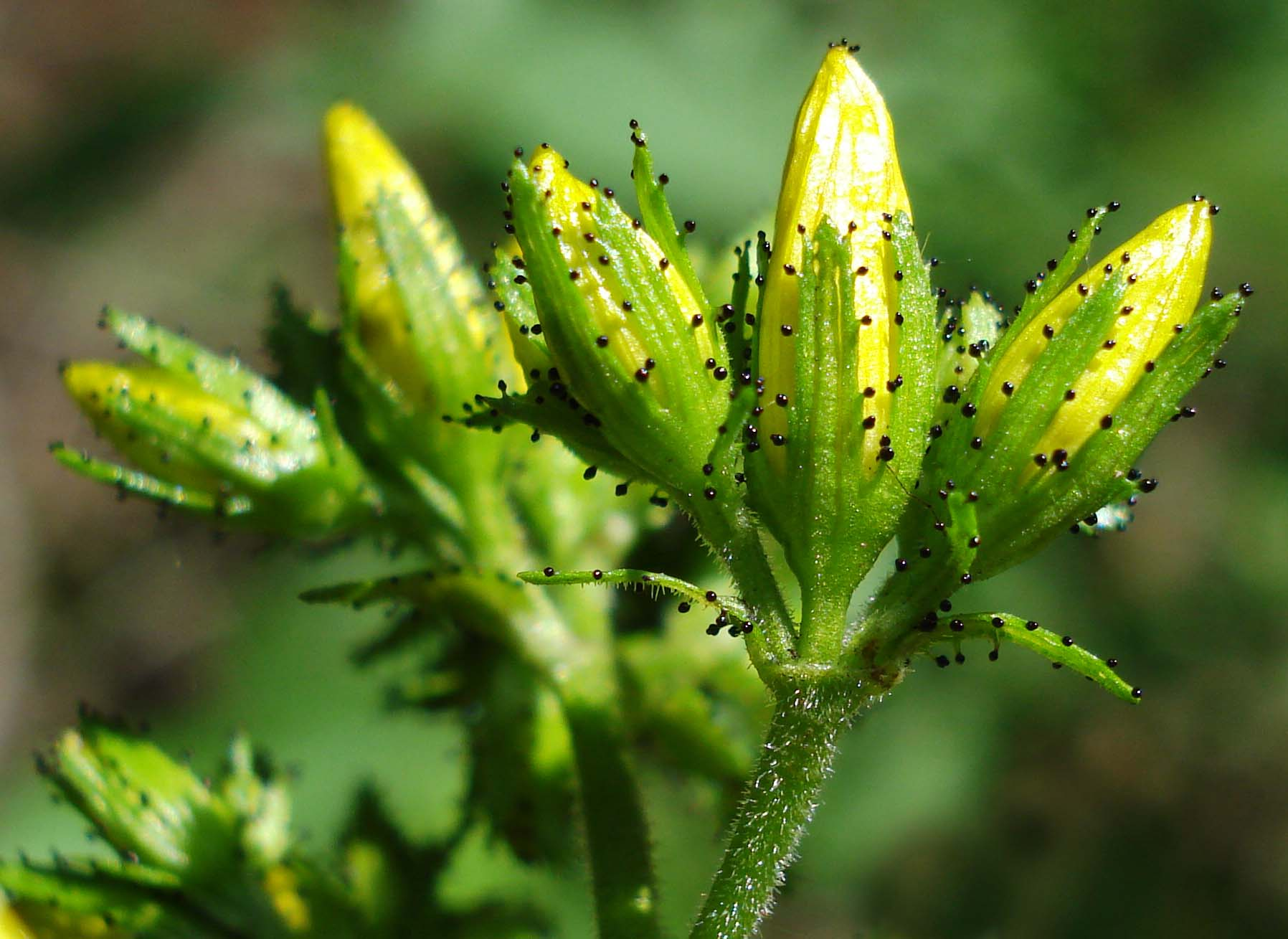
Třezalka chlupatá (Hypericum hirsutum)
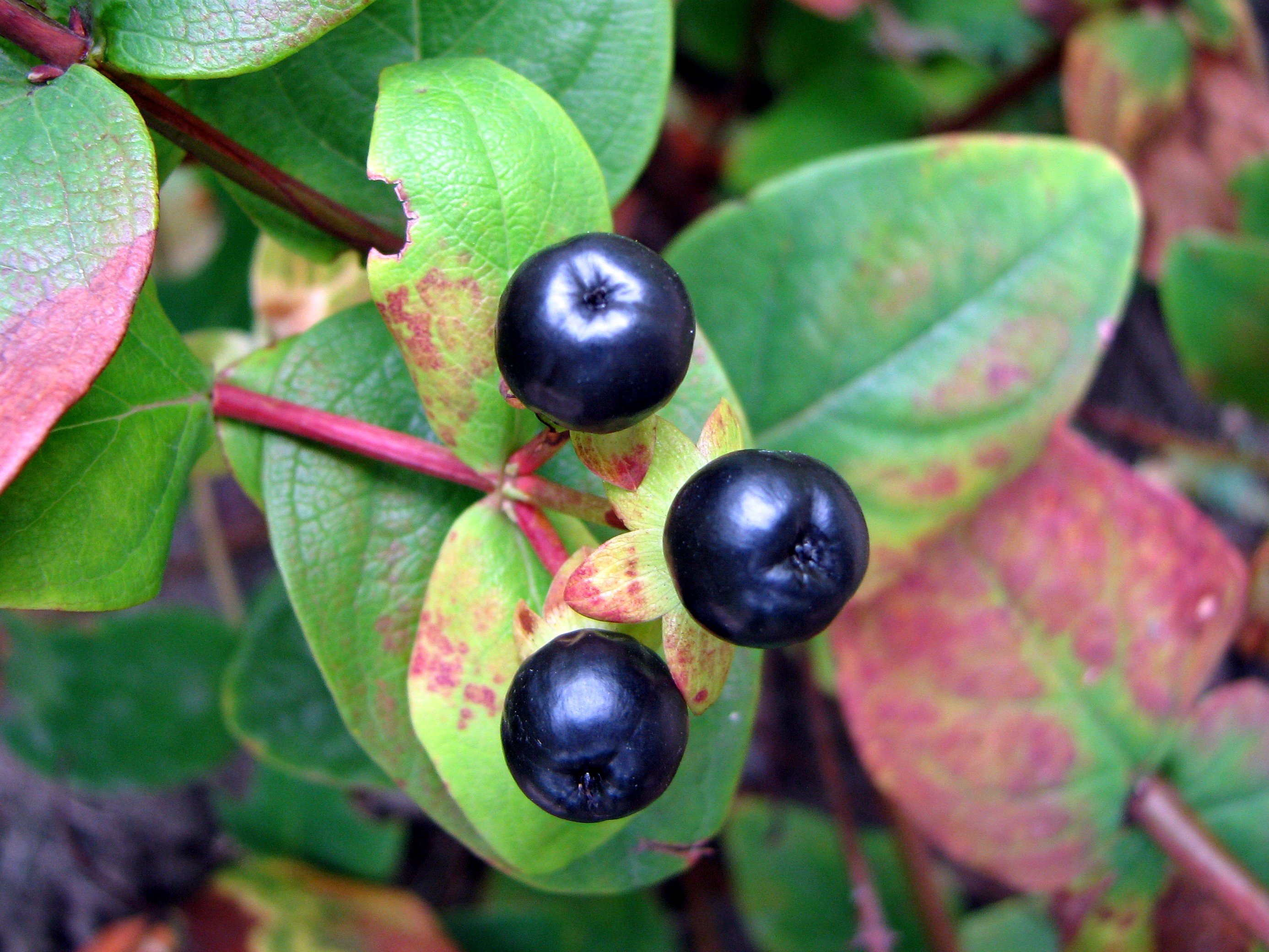
Plody třezalky bobulovité (Hypericum androsaemum)

## Rozšíření
Čeleď třezalkovité zahrnuje asi 560 druhů v 9 rodech. Je rozšířena po celém světě, chybí v arktických oblastech a ve většině Polynésie. Největším rodem je třezalka (Hypericum, asi 370 druhů). Vyskytuje se především v mírném pásu, a to na všech kontinentech. Ostatní rody jsou s výjimkou Triadenum tropické. Rod Vismia má 55 druhů v tropické Americe, rod Harungana 50 druhů v tropické Africe a na Madagaskaru.
V květeně České republiky je čeleď zastoupena (podobně jako v rámci celé Evropy) pouze rodem třezalka. Vyskytuje se zde celkem 8 druhů. Další cizokrajné druhy jsou pěstovány v zahradách a parcích jako okrasné trvalky či keře.

## Ekologické interakce
Květy třezalkovitých, vyznačující se vesměs dlouhými a nápadnými tyčinkami, jsou opylovány zejména včelami a vosami. Drobná semena třezalek jsou šířena větrem či vodou.

## Taxonomie
Čeleď, známá též jako Guttiferae, byla v minulosti spojována s čeledí klusiovité (Clusiaceae).
Na základě molekulárních studií této skupiny byly rody rozřazeny celkem do 3 čeledí: třezalkovité (Hypericaceae), klusiovité (Clusiaceae) a kalabovité (Calophyllaceae). Aby tato skupina byla jako celek monofyletická, musela by zahrnovat ještě čeledi nohonitcovité (Podostemaceae) a Bonnetiaceae.
Podle kladogramů APG je sesterskou skupinou čeledi třezalkovité tropická čeleď vodních bylin Podostemaceae.

## Zástupci
- harunga (Harungana)
- třezalka (Hypericum)
- vismie (Vismia)[7]

## Význam
Mnohé bylinné i keřovité druhy rodu třezalka (Hypericum) jsou v mírném pásu pěstovány jako okrasné rostliny.
Třezalka tečkovaná (Hypericum perforatum) je léčivá rostlina s antidepresivními účinky. Druh Harungana madagascariensis je v Libérii používán k léčbě plísňového onemocnění kůže (dermatofytózy).

## Seznam rodů
Cratoxylum, Eliea, Harungana, Hypericum (včetně Lianthus a Thornea), Psorospermum, Santomasia, Triadenum, Vismia